# William Hare (Serienmörder)

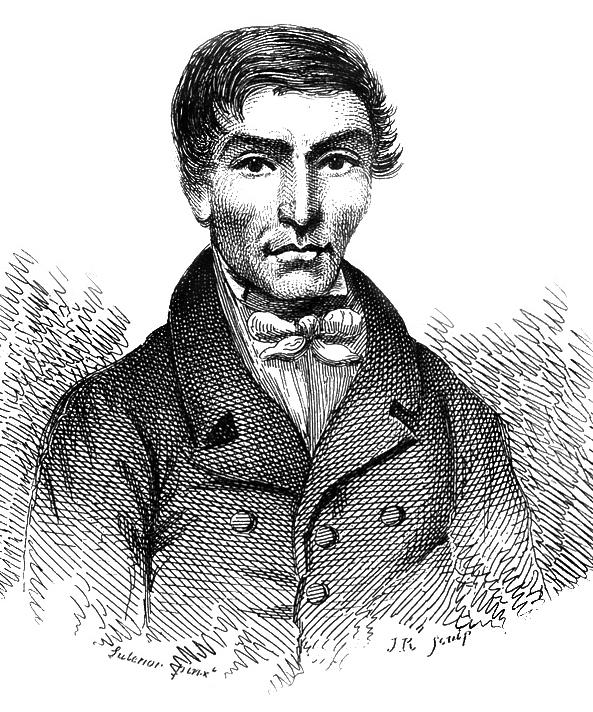
William Hare

William Hare (* 1792 oder 1804 in Newry (Nordirland) oder Derry) war der wichtigste Komplize des Serienmörders William Burke bei den West-Port-Morden. Zusammen töteten beide in den Jahren 1827 und 1828 in Edinburgh mindestens 16 Menschen, um sie als Anatomieleichen verkaufen zu können.

## Lebenslauf
Hare wanderte nach Schottland aus und arbeitete am Union Canal. Später ließ er sich in Edinburgh nieder, wo er einen Mann namens Logue kennenlernte. Nachdem dieser 1826 gestorben war, führte er mit dessen Witwe Margaret Laird eine Common-law marriage. Zusammen betrieben sie die billige Pension, in der die Mordserie stattfand.
Hare gestand im Gegenzug für seine Freilassung seine Beteiligung an den Morden und sagte gegen Burke aus. Infolge dieser Aussage wurde dieser gehängt.
Hare wurde nach seiner Freilassung im Februar 1829 zuletzt in der englischen Kleinstadt Carlisle gesehen. Über sein weiteres Schicksal danach gibt es widersprüchliche Angaben, so dass dazu keine zuverlässige Aussage möglich ist. Zum einen wird berichtet, dass er von einem Lynchmob in eine Kalkgrube geworfen worden, dabei erblindet und im Jahr 1859 als Bettler in London gestorben sein soll. Andererseits wird behauptet, er sei in das nordirische Städtchen Kilkeel gereist, habe sich freiwillig im dortigen Arbeitshaus gemeldet und sei erst enttarnt worden, als ein gewisser Doktor Reid, der in Edinburgh studiert hatte, ihn erkannte.

## Rezeption
Im Film Der Arzt und die Teufel (The Flesh and the Fiends) von 1960 (Regie: John Gilling) wird Hare von Donald Pleasence dargestellt.
1972 diente ihr Fall als Basis für den Horrorfilm Burke & Hare des Regisseurs Vernon Sewell, in dem Glynn Edwards die Rolle des Hare übernahm.
Im Jahr 2010 verfilmte Regisseur John Landis die Geschichte erneut als Burke & Hare. Die Rolle des William Hare übernahm der Schauspieler Andy Serkis.
Am 28. September 2024 wurde die von Bruno Max geschriebene und inszenierte schwarze Komödie Burke & Hare vom Theaterensemble Theater zum Fürchten im Scala-Theater in Wien uraufgeführt.

### Deutschsprachige Literatur
- Hans Pfeiffer: Der Zwang zur Serie – Serienmörder ohne Maske, Militzke Verlag, OA (1996), ISBN 3-86189-729-6, S. 16–36.